# アグスティン・マルチェシン
アグスティン・フェデリコ・マルチェシン（Agustín Federico Marchesín、1988年3月16日 - ）は、アルゼンチン・ブエノスアイレス州・サンカエタノ出身のプロサッカー選手。ポジションはGK。ボカ・ジュニアーズ所属。元アルゼンチン代表。

## 経歴

### クラブ
2019年8月2日、FCポルトと4年契約を締結したことが発表された。
2021-22シーズンは、ポルトガル代表ディオゴ・コスタの台頭もあって第2GKに降格。
2022年8月1日、セルタ・デ・ビーゴへの完全移籍が発表された。加入当初はイバン・ビジャールの負傷により出場機会を得ていたが、ビジャールの復帰後はポシジョンを失った。
2024年1月10日、ブラジルのグレミオFBPAへ移籍し、2年契約を結んだ。

### 代表
2010年8月20日、スペインとの親善試合に向けたメンバーにフル代表では初選出された。その後コパ・アメリカ2015のメンバーに選出されている。
2017年9月、2018 FIFAワールドカップ・南米予選、ペルー、エクアドル代表戦に向けたメンバーに選出され、11月にはナイジェリアとの親善試合で先発出場を果たしたが、本大会のメンバーからは落選した。
コパ・アメリカ2019では、レギュラーとしてプレーし、チームの3位入賞に貢献した。

## タイトル

### クラブ
CAラヌース
- コパ・スダメリカーナ：1回
  - 2013年

FCポルト
- プリメイラ・リーガ：2019-20, 2021-22
- タッサ・デ・ポルトガル：2019-20, 2021-22
- スーペルタッサ・カンディド・デ・オリベイラ：2020, 2022

### アルゼンチン
- コパ・アメリカ : 2021